# Лавріненко Петро Григорович
Петро́ Григо́рович Лавріне́нко (12 квітня 1979, Харків, Українська РСР — 5 вересня 2014, Маріуполь, Донецька область, Україна) — капітан (посмертно) Національної гвардії України, учасник війни на сході України, командир роти (1-ша бригада оперативного призначення НГУ).

## Життєпис
Народився 1979 року в місті Харків. Навчався в ЗОШ № 115; після школи закінчив залізничний ліцей з червоним дипломом. 1997 року призваний до строкової служби; вирішив продовжити службу за контрактом. Пройшов шлях від солдата до старшого лейтенанта. 1999 року направлений до школи прапорщиків у місті Золочів Львівської області. 2000 року направлений для виконання службово-бойових завдань у складі миротворчого батальйону місії ООН у Косові; зазнав контузії. 2002 року вступив до Академії МВС України; після закінчення навчання отримав звання молодший лейтенант і посаду командира взводу.
Закінчив Харківський національний університет внутрішніх справ.
5 вересня 2014 року загинув поблизу Маріуполя Донецької області при виконанні службово-бойового завдання — терористи обстріляли колону українських силовиків. Тоді ж загинули Микола Кобринюк, Олександр Звінник, Юрій Спащенко, Андрій Шанський.
Похований на Третьому міському кладовищі Харкова.
Без сина лишилася мама.

## Нагороди і вшанування
- 31 жовтня 2014 року за особисту мужність і героїзм, виявлені у захисті державного суверенітету та територіальної цілісності України, вірність військовій присязі під час російсько-української війни, відзначений — нагороджений орденом «За мужність» III ступеня (посмертно).
- Пам'ятний нагрудний знак «Воїн-миротворець»
- Його портрет розміщений на меморіалі «Стіна пам'яті полеглих за Україну» в Києві: секція 4, ряд 3, місце 15
- Медаль ООН «За службу миру»
- Його ім'я навічно занесено до складу військової частини 3027
- Вшановується в меморіальному комплексі «Зала пам'яті», в щоденному ранковому церемоніалі 5 вересня[3]